# 中央廣場 (嘉義市)
中央廣場，位於臺灣嘉義市東區文化路與民權路口的廣場公園，公園範圍東面為興中街、西面為文化路、南面為北榮街、北面為民權路，2012年3月17日啟用，占地約3,000坪。

## 歷史
- 1753年，成為嘉義孔廟舊址[1]。
- 1906年，遭逢1906年梅山地震，文廟倒毀，孔子聖牌移到文昌閣奉祀，即現在的鎮南聖神宮[1][2]。
- 1907年，成為衛生福利部嘉義醫院院址。
- 2002年，衛生福利部嘉義醫院遷址至北港路後，舊址閒置。
- 2004年9月30日，因土地使用分區編定為「機關用地」，由國有財產局無償撥用予市府，依法不得作為商業及住宅使用，後都市通檢變更為「廣場用地」。
- 2008年，嘉義市政府為解決中山路及文化路等周邊商圈發展、都市開放空間與公共設施不足等問題，向行政院爭取擴大內需方案補助2億5千萬元經費改建，規劃公園活動廣場及地下停車場，以解決文化商圈停車問題。
- 2012年3月17日，命名為「中央廣場」落成啟用。[3][4]

## 外部連結
- （繁體中文）文化部全國藝文活動資訊系統網 嘉義市中央廣場公園 （页面存档备份，存于）
- （繁體中文）中央廣場-嘉義市政府 （页面存档备份，存于）